# PMR446

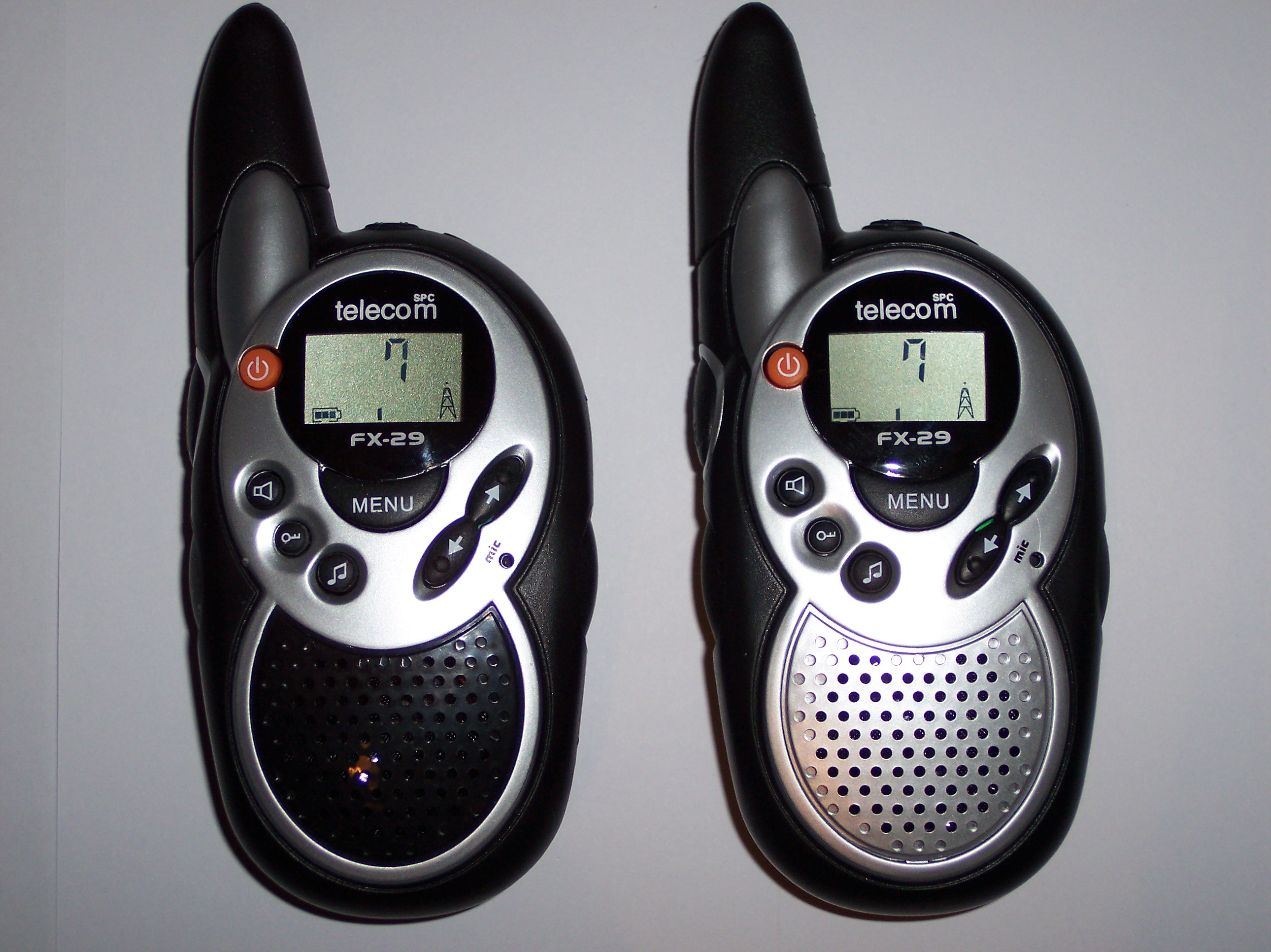
Dispositius PMR 446

PMR446 (Personal Mobile Radio, 446 MHz) és una freqüència de ràdio que es troba dintre de l'espectre UHF i està obert per a l'ús personal sense necessitat de llicència en la major part dels països membres de la Unió Europea. Cal, no obstant això, que l'aparell no sigui modificat i que l'antena sigui la del transmissor d'origen (no intercanviable).
El rang de funcionament del PMR 446, com en altres comunicacions de ràdio, depèn de diversos factors, com la propagació, l'entorn, l'altitud i les condicions atmosfèriques. Quan aquests factors es combinen favorablement l'abast en les transmissions pot incrementar-se en més de 100 vegades. La major distància arribada a coneguda és de 535,8 km des de la ciutat de Blyth en el Regne Unit i la ciutat d'Almere a la província de Flevoland als Països Baixos
- Reportatge Arxivat 2008-02-09 a Wayback Machine.

A nivell espanyol-portuguès hi ha un record registrat de 304 km entre Peñalara i Serra da Estrela (Portugal). Aquestes són algunes webs que parlen sobre això:
- EcoDX
- Operación record Portal PMR[Enllaç no actiu]

Vegeu més avall sobre els mecanismes de propagació.

## Informació tècnica
Des l'1 de gener de 2018, (segons decisió ECC/DEC(15)05), hi ha setze canals analògics de FM separats per 12,5 kHz d'un a altre. La regulació d'aquesta banda permet una emissió màxima de 500 mW.
| Canal | Freqüència    | Canal | Freqüència    |
| ----- | ------------- | ----- | ------------- |
| 01    | 446.00625 MHz | 09    | 446.10625 MHz |
| 02    | 446.01875 MHz | 10    | 446.11875 MHz |
| 03    | 446.03125 MHz | 11    | 446.13125 MHz |
| 04    | 446.04375 MHz | 12    | 446.14375 MHz |
| 05    | 446.05625 MHz | 13    | 446.15625 MHz |
| 06    | 446.06875 MHz | 14    | 446.16875 MHz |
| 07    | 446.08125 MHz | 15    | 446.18125 MHz |
| 08    | 446.09375 MHz | 16    | 446.19375 MHz |

Silenciador
Quan s’usen en mode analògic (modulació de freqüència, FM), els equips PMR446 tenen un silenciador o squelch que desconnecta l’àudio perquè no sentim el soroll desagradable que faria el receptor (que sona com un bufit o un rugit molt fort) quan no li arriba cap senyal. Quan arriba un senyal d’una certa intensitat, el silenciador es desactiva, i sentim el senyal. Molts radiotelèfons PMR446 tenen l’opció de desactivar el silenciador (un botó «MON» o «monitor») per a provar d'escoltar senyals molt dèbils enmig del soroll. Idealment, la sensibilitat de silenciador hauria de ser regulable, però no és gens comú que ho siga en equips PMR446.
Què són els codis o sub-tons CTCSS
Una manera d’elegir quins senyals desactivaran el silenciador i obriran l’àudio en recepció és usar el que se sol anomenar subcanals. Hi ha dos mètodes, CTCSS (38 subcanals) i DCS (104 subcanals). Quan es transmet amb un subcanal s’envia, injectat en el senyal d’àudio (la nostra modulació), un to o sèrie de tons no audibles. Si el receptor ha elegit el mateix subcanal que l’emissor, el silenciador es desactiva i s’obri l’àudio. D’aquesta forma, només escoltem la gent del canal que usa el mateix subcanal. Si no seleccionem subcanal en recepció (en molts equips, seleccionant el codi 00), qualsevol subcanal obri l’àudio (per això és bona idea, en cas de crida general en un subcanal, indicar el subcanal que s’usa).
Per entrar als repetidors PMR446 (punxar-los) cal saber quin sub-to estan utilitzant prèviament, en cas contrari no ens escoltaran (noteu que la instal·lació i l'ús de repetidors no està permesa en aquesta banda).
| To | Freqüència | To | Freqüència | To | Freqüència | To | Freqüència | To | Freqüència |
| -- | ---------- | -- | ---------- | -- | ---------- | -- | ---------- | -- | ---------- |
| 01 | 67.0 Hz    | 09 | 91.5 Hz    | 17 | 118.8 Hz   | 25 | 156.7 Hz   | 33 | 210.7 Hz   |
| 02 | 71.9 Hz    | 10 | 94.8 Hz    | 18 | 123.0 Hz   | 26 | 162.2 Hz   | 34 | 218.1 Hz   |
| 03 | 74.4 Hz    | 11 | 97.4 Hz    | 19 | 127.3 Hz   | 27 | 167.9 Hz   | 35 | 225.7 Hz   |
| 04 | 77.0 Hz    | 12 | 100.0 Hz   | 20 | 131.8 Hz   | 28 | 173.8 Hz   | 36 | 233.6 Hz   |
| 05 | 79.7 Hz    | 13 | 103.5 Hz   | 21 | 136.5 Hz   | 29 | 179.9 Hz   | 37 | 241.8 Hz   |
| 06 | 82,5 Hz    | 14 | 107.2 Hz   | 22 | 141.3 Hz   | 30 | 186.2 Hz   | 38 | 250.3 Hz   |
| 07 | 85.4 Hz    | 15 | 110.9 Hz   | 23 | 146.2 Hz   | 31 | 192.8 Hz   |    |            |
| 08 | 88.5 Hz    | 16 | 114.8 Hz   | 24 | 151.4 Hz   | 32 | 203.5 Hz   |    |            |

Sub-tons digitals DCS
Els codis o sub-tons digitals DCS (Digital Code Squelch) són idèntics als analògics, l'única diferència està en la seva modulació i la forma de crear-los. Per regla general solen ser més discriminatoris de les interferència que els sub-tons analògics.
No tots els walkies pmr446 inclouen sub-tons DCS. Hi ha alguna excepció que sí els inclouen, que són els walkies semi-professionals i professionals.
Els sub-tons DCS estàndard són 104:
| DCS | Freq | DCS | Freq | DCS | Freq | DCS | Freq | DCS | Freq | DCS | Freq | DCS | Freq | DCS | Freq | DCS | Freq |
| --- | ---- | --- | ---- | --- | ---- | --- | ---- | --- | ---- | --- | ---- | --- | ---- | --- | ---- | --- | ---- |
| 001 | 023  | 013 | 071  | 025 | 143  | 037 | 225  | 049 | 266  | 061 | 365  | 073 | 452  | 085 | 532  | 097 | 703  |
| 002 | 025  | 014 | 072  | 026 | 145  | 038 | 226  | 050 | 271  | 063 | 364  | 074 | 454  | 086 | 546  | 098 | 712  |
| 003 | 026  | 015 | 073  | 027 | 152  | 039 | 243  | 051 | 274  | 063 | 365  | 075 | 455  | 087 | 565  | 099 | 723  |
| 004 | 031  | 016 | 074  | 028 | 155  | 040 | 244  | 052 | 306  | 064 | 371  | 076 | 462  | 088 | 606  | 100 | 731  |
| 005 | 032  | 017 | 114  | 029 | 156  | 041 | 245  | 053 | 311  | 065 | 411  | 077 | 464  | 089 | 612  | 101 | 732  |
| 006 | 036  | 018 | 115  | 030 | 162  | 042 | 246  | 054 | 315  | 066 | 421  | 078 | 465  | 090 | 624  | 102 | 734  |
| 007 | 043  | 019 | 116  | 031 | 165  | 043 | 251  | 055 | 325  | 067 | 413  | 079 | 466  | 091 | 627  | 103 | 743  |
| 008 | 047  | 020 | 122  | 032 | 172  | 044 | 252  | 056 | 331  | 068 | 423  | 080 | 503  | 092 | 631  | 104 | 754  |
| 009 | 051  | 021 | 125  | 033 | 174  | 045 | 255  | 057 | 332  | 069 | 431  | 081 | 506  | 093 | 632  |     |      |
| 010 | 053  | 022 | 131  | 034 | 205  | 046 | 261  | 058 | 343  | 070 | 432  | 082 | 516  | 094 | 654  |     |      |
| 011 | 054  | 023 | 132  | 035 | 212  | 047 | 263  | 059 | 346  | 071 | 445  | 083 | 523  | 095 | 662  |     |      |
| 012 | 065  | 024 | 134  | 036 | 223  | 048 | 265  | 060 | 351  | 072 | 446  | 084 | 526  | 096 | 664  |     |      |

També és possible estendre el rang de comunicacions establint un enllaç entre la ràdio i Internet usant eQSO. Aquesta pràctica pot estar prohibida en certs països.

## Equips

### Pantalla i programació
Els radiotelèfons PMR446 de la foto tenen una pantalla on es mostra el canal, el subcanal, i altres informacions com la càrrega de la bateria, o la força del senyal rebut. Els radiotelèfons PMR446 amb pantalla se solen poder configurar o programar usant les tecles del radiotelèfon sense necessitat de cap accessori exterior. N’hi ha que no tenen pantalla (per exemple els que són resistents a l’aigua, o els de preu més baix) i necessiten un cable de programació i un programa d’ordinador per a programar-los i quan operem sobre els seus botons ens informen amb una veu sintètica del canvi en comptes de mostrar-lo en una pantalla.

### Antena
Els radiotelèfons PMR446 típics tenen una antena incorporada fixa (és il·legal canviar-la). Aquesta antena sol ser relativament curta. Seria més adequada una antena de «quart de longitud d’ona», és a dir, d’uns 17 cm, però no són comuns els que en porten. A més, típicament estan dissenyats per a funcionar millor quan una persona els agarra amb la mà i allarga una miqueta el braç (la persona fa de «contraantena», i la separació fa que l’antena estiga més lliure d’obstacles).

### Piles o bateria?
En general, els radiotelèfons són recarregables, bé perquè tenen piles recarregables que es poden substituir per piles normals o altres recarregables (AA o AAA), o bé perquè, com els telèfons mòbils, tenen una bateria interna que es carrega amb un carregador USB. Els primers poden ser més útils si estarem molt de temps lluny de la xarxa elèctrica i podem portar piles addicionals.

### Preu
Es poden trobar radiotelèfons (“walkie-talkies”) PMR446 homologats i raonables començant per 10 € la peça, però n’hi ha també de més de 200 €, probablement de major qualitat (per exemple, amb receptors més sensibles, una característica interessant) i amb prestacions addicionals (per exemple, submergibles). Se’n troben en grans superfícies d’esports o d’electrònica, i fins i tot en supermercats.

## Algunes bones pràctiques
- Escoltar: Abans de cridar, fixeu-vos si el canal és lliure. Recordeu que si no teniu cap subcanal activat, podeu escoltar gent que sí que el tinga activat i que no us escoltarà.
- Cridar: Si no escolteu ningú parlar, podeu usar el canal. Si voleu experimentar, podeu provar de fer una «crida general», indicant el nom o indicatiu que hàgeu triat, i, si n’useu, el subcanal.
- Com parlar: Recordeu esperar un segon a parlar després de prémer el botó de parlar (PTT, push to talk) i també esperar un segon a soltar-lo. Així us assegurareu que el missatge arriba sencer. Parleu a un pam de distància del radiotelèfon, mantenint-lo vertical davant de la vostra cara. Parleu clar i vocalitzeu bé.
- Els canals PMR446 són de tothom: Si escolteu algú que us diu que deixeu de transmetre, que «el canal és privat» en PMR446 això no és cert: la gràcia de PMR446 és precisament que hi pot operar tothom. Això no és obstacle perquè pugueu negociar amistosament un canvi de canal, però no hi ha cap obligació.
- «Canvi»: la major part dels radiotelèfons PMR446 emeten un to (roger beep) de final de transmissió que indica que heu deixat de parlar; tant si el desactiveu com no, podeu dir «canvi» al final perquè quede més clar.
- Canal 7-7 i similars: Tant a l'Estat espanyol[2] com a l'Estat francés,[3] el canal 7 amb subcanal 7 s’usa com a «canal de ràdio en muntanya» per a coordinació i emergències. A Itàlia, el canal és el 8 amb subcanal 16 (Rete Radio Montana[4]).
- Canal 8: aquest canal (de vegades amb subcanal 8) s’usa sovint com a canal de crida general i per a fer experiments de comunicació a distància; en fer el contacte, idealment, s’ha de canviar a un altre canal.
- Localització: Si la intenció és provar de fer contactes de llarga distància (mireu més avall), digueu també on us trobeu.

## Propagació dels senyals PMR446
Propagació: perquè dos radiotelèfons es puguen comunicar, cal que les ones de ràdio es propaguen d’un a l’altre. En general, la intensitat de les ones que arriben disminueix amb la distància, però concretament, les ones de ràdio en freqüències d’UHF de 446 MHz es poden propagar de diverses maneres:
- En línia recta, quan els dos radiotelèfons «es veuen», amb un abast d’uns quants kilòmetres, o, si no es veuen, a través de parets, etc., que atenuen el senyal i només permeten la comunicació a distàncies molt més curtes.
- En línia no recta, seguint un camí més o menys complex com a resultat de la reflexió repetida de l’ona en obstacles com ara edificis, arbres, etc.; quan les ones arriben per més d’un camí, i els camins no són de la mateixa longitud, els senyals poden interferir-se i, com a resultat, reforçar-se o anul·lar-se. Si tenim molt mala sort, la interferència per reflexió podria interferir destructivament amb el senyal propagat en línia recta.
- En línia no recta, per difracció o efecte ganivet: si l’ona xoca amb la cresta d’una muntanya o amb objectes de grandària similar a la longitud d’ona (és a dir, de l’ordre de 67 cm), és com si es tornara a emetre des de l’obstacle; això, en circumstàncies excepcionals, pot permetre salvar fins i tot una muntanya.
- En línia no recta, per conducció troposfèrica, quan les condicions meteorològiques (per exemple quan fa bon temps i calma durant llarg temps damunt de la mar) fan que l’ona es torça i salve l’horitzó. El fenomen és similar a quan conduïm i veiem el cel reflectit en una carretera que ha calfat el sol. Quan tenim la sort que hi ha conducció troposfèrica, podem fer contactes a desenes o centenars de kilòmetres. Hi ha webs[5] que tracten de predir aquest mode de propagació.
- En principi, seria possible la propagació per dispersió troposfèrica (dispersió parcial de l’ona en totes les direccions per part de les molècules dels gasos de la troposfera), amb abasts de desenes o centenars de kilòmetres, però no s’ha descrit en PMR 446, probablement perquè la potència usada és molt baixa.

En els primers dos casos, canviar de posició uns centímetres o unes desenes de centímetres podria canviar radicalment els resultats. Pot ser interessant experimentar fins a trobar el punt on el senyal és més clar. Els dos últims casos serien casos del que s’anomena «DX», és a dir, de comunicació a distància llarga, com els descrits al principi de l'article. Cal tenir en compte que alguns contactes DX en PMR 446 es fan sense complir les restriccions legals de la banda, usant antenes modificades o equips de més de 0,5 W de potència.

## Activitats de radioafició lliure en PMR446
Els radiotelèfons PMR446 operen en freqüències UHF molt similars a les de la televisió digital terrestre, però, el que és més important, encara més similars a les d’una banda que usen els radioaficionats, la banda de 70 cm (en Europa, de 430 a 440 MHz). Això vol dir que, respectant les limitacions legals, es poden usar per a fer activitats de radioafició lliure similars a les que fan els radioaficionats amb equips de mà en aquesta banda.
- Indicatius: Els radioaficionats amb llicència s’identifiquen en les ones usant els indicatius que els assigna l’administració competent. Per usar PMR 446 no cal usar indicatius, però per a fer activitats de l’estil de la radioafició convé usar-ne un. L’indicatiu pot ser qualsevol nom, idealment únic, però hi ha el costum d’usar indicatius de l'estil de 30FRS014, on 30 indica que l'estació és a la part peninsular de l’Estat espanyol, FRS indica el nom del club o agrupació que va atorgar l’indicatiu, i 014 és un nombre correlatiu. Molts radioclubs, com ara l’International Radio DX Group[6] donen gratuïtament indicatius com aquest.
- Alfabet per a lletrejar: A voltes els indicatius (o altres paraules) no s’entenen bé per la ràdio i s’han de lletrejar, per exemple usant un alfabet fonètic.
- Per a indicar posició: es poden usar les coordenades Maidenhead,[7] per exemple, el cim de Fontcalent a Alacant té la localització Maidenhead IM98qi).
- Cims i platges: Els radioaficionats amb llicència tenen programes com ara «cims en l’aire» (SOTA, summits on the air) o «platges en l’aire» (BOTA, beaches on the air); en aquestes activitats s’aprofiten les condicions especials dels llocs alts i dels llocs prop de la mar. No hi ha cap raó per a no fer activitats semblants amb radiotelèfons PMR 446
- Spots i clústers: com en el cas dels radioaficionats, també hi ha webs[8] on la gent anuncia on serà i en quina freqüència per si la gent vol fer-hi contacte, o també s’hi pugen els contactes realitzats.
- Rodes o nets: Al Regne Unit, hi ha una roda[9] (en anglés net) cada diumenge a les 20:00 (hora local) en el canal 8, promoguda pel club Charlie Tango DX. La gent crida pel canal 8 i després canvien a un altre canal. La major part dels contactes són locals, i més comunament entre gent situada a llocs alts.